# 包克陶洛蘭特哈佐區

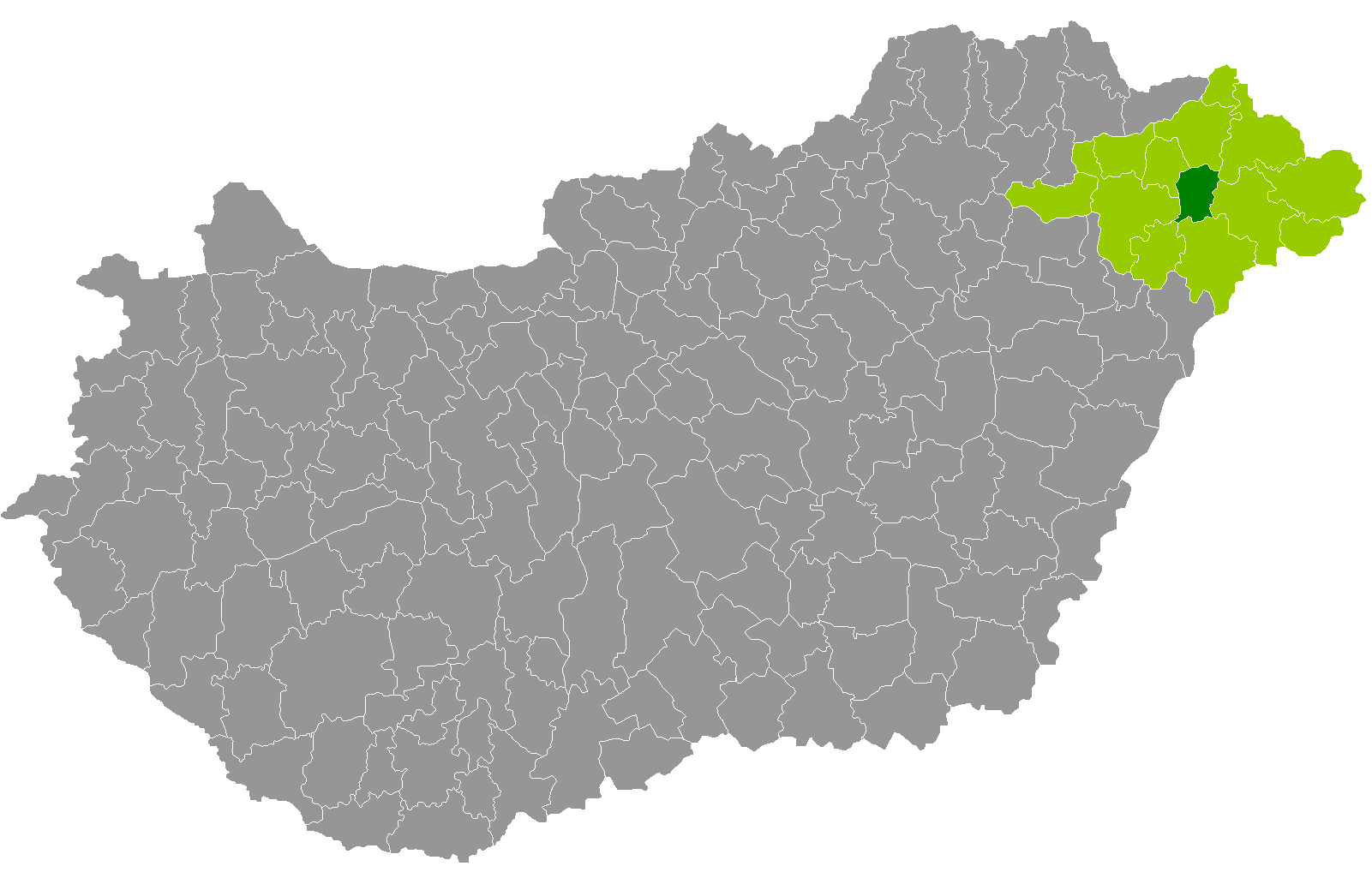

48°01′00″N 22°03′00″E / 48.0167°N 22.0500°E
包克陶洛蘭特哈佐區（匈牙利語：Baktalórántházai járás），是匈牙利的一個區，位於該國東北部，由索博爾奇-索特馬爾-貝拉格州負責管轄，首府設於包克陶洛蘭特哈佐，面積254平方公里，2011年人口19,123，人口密度每平方公里75人。

## 市镇
包克陶洛蘭特哈佐區包含一个城镇、一个大村和10个村庄。